# تفجير بغداد في 17 يونيو 2008
تفجير بغداد في 17 يونيو 2008 هو هجوم بسيارة مفخخة استهدف محطة حافلات في شمال العاصمة العراقية بغداد في 17 يونيو 2008، أسفر الهجوم عن مقتل 51 شخصًا وإصابة 75 آخرين. وقع الهجوم في حي الحُرية الشيعي. وقع الانفجار خلال ساعة الذروة في المساء، عندما كانت محطة الحافلات مزدحمة بالركاب المنتظرين.

## خلفية الأحداث
في عامي 2006 و2007، كانت النزاعات بين مختلف الجماعات الدينية والسياسية في العراق في أسوأ حالاتها، وكانت بغداد ومدن عراقية أخرى تتعرض غالبًا لمختلف الهجمات الإرهابية.
انتهى تمرد ميليشيا المهدي في عام 2008 في 10 مايو، مع اتفاق لوقف إطلاق النار بين الأطراف. منذ ذلك الحين، كان هناك هدوء نسبي في بغداد.[بحاجة لمصدر]